# Kampioen (winnaar)

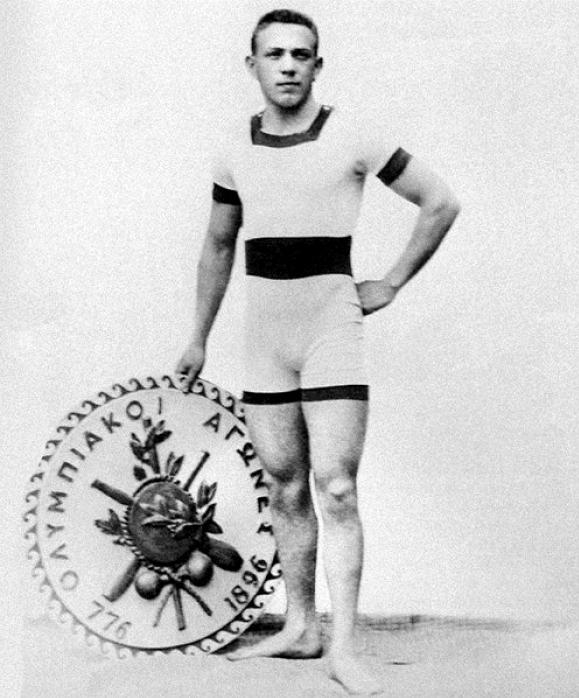
Alfréd Hajós werd in 1896 de eerste moderne olympisch kampioen zwemmen.

Een kampioen is een persoon, een team, een dier of een machine (robot of computer) die een toernooi, competitie of wedstrijd gewonnen heeft, vaak binnen de sport. Vooral in Vlaanderen wordt het woord ook buiten de sport gebruikt in de betekenis van voorvechter of grootheid. Men spreekt dan bijvoorbeeld van de kampioen van de kleine man of duidt Herman De Croo aan als de kampioen van het politiek dienstbetoon.

## Geschiedenis
In de vroege Middeleeuwen was een champion (uit het Frans naar het laat-Latijnse woord campio, 'tweekamper', dat weer afgeleid is van campus in de betekenis van 'strijdperk') een krijger die voor een bepaalde groep belanghebbenden voor een beloning een gerechtelijke tweekamp uitvocht. In het bijzonder vrouwen, kinderen en bejaarden hadden het recht zulke plaatsvervangers te laten optreden, maar ook een priester of een koning, die zelf niet als vechter mocht optreden.
Zo'n beroepskrijger was in het algemeen afkomstig uit de laagste maatschappelijke klassen en gold als eerloos. Hij moest kleding dragen van leer gemaakt en wapens gebruiken die eveneens als eerloos beschouwd werden, en hij mocht niet te paard vechten. Een andere variant, overbekend van de geromantiseerde ridderverhalen, was de 'witte ridder', die zijn onderscheidingstekens had neergelegd (wit in de zin van 'blanco') om aan te geven dat hij niet voor zijn eigen eer vocht.
Onder Richard II van Engeland was de kampioen iemand die namens de koning duelleerde.

## Sport
Tegenwoordig wordt het woord 'kampioen' meestal gebruikt voor winnaar in een tak van sport, al staat het iedere groep mensen met een gedeelde interesse vrij om iemand tot kampioen uit te roepen. Zo werd de Belgische politicus Herman De Croo de kampioen van het politiek dienstbetoon genoemd, maar voor erkenning buiten een beperkte groep zijn vooraf bepaalde regels en een competitie nodig. Niettemin zijn er gevallen waarin iemand zichzelf tot wereldkampioen uitriep, bijvoorbeeld de schaker Wilhelm Steinitz in 1886. Indirect werd hij erkend, doordat hij uitgedaagd werd. Hij maakte zijn claim vervolgens waar door zich jarenlang de belagers van het lijf te houden.

## Kampioen worden
Gewoonlijk wordt een wedstrijd, toernooi of competitie georganiseerd om een kampioen aan te wijzen. In veel sporten worden ranglijsten of ratings gehanteerd om vast te stellen wie de sterkste speler is, maar daaraan wordt zelden de titel kampioen verbonden, hoewel dat wel zou kunnen. Hetzelfde geldt voor het neerzetten van een prestatie of record, zelfs als dat een wereldrecord zou zijn. Om kampioen te worden moet men zich dus bewijzen in een directe confrontatie met tegenstanders. Niet alle sporten hebben een formele wereldkampioen. In dat geval is er gewoonlijk wel een zeer sterk toernooi waarvan de winnaar informeel als wereldkampioen erkend wordt. Dit is bijvoorbeeld jaren het geval geweest bij snooker, waar The Crucible pas in de 21e eeuw officieel het World Snooker Championship werd.
Wanneer er naast de competitie nog een bekertoernooi bestaat, met knock-outsysteem, wordt de winnaar daarvan eenvoudig als bekerwinnaar aangeduid, niet als kampioen. Anderzijds bestaan er allerlei kampioenschappen die wel via de knock-outformule beslist worden.

### Kampioen van de regelmaat
In sommige sporten is het mogelijk om kampioen te worden of te blijven zonder een wedstrijd te winnen. Bij motorraces en wielerwedstrijden met massale deelname kan degene die zelden wint, maar voldoende tweede en derde plaatsen sprokkelt, aan het eind de meeste punten hebben. De daarvoor staande uitdrukking kampioen van de regelmaat spreekt weliswaar enige waardering uit, maar benadrukt tevens dat zo'n prestatie door publiek en pers als weinig heldhaftig wordt ervaren. Dit bleek ook problematisch in het schaken en dammen, waar technisch sterke wereldkampioenen zich belagers van het lijf konden houden met een match van louter remises. Het schaken heeft zich sinds de tijden van Capablanca en Petrosjan hersteld, maar bij het dammen heeft men geëxperimenteerd met afwijkende puntentellingen en zijn er kampioenschappen beslist door loting. Ten slotte is men er na 2000 toe overgegaan om matches die onbeslist dreigen te eindigen met een versneld speeltempo uit te spelen. Dezelfde behoefte aan winstpartijen ligt ten grondslag aan de tegenwoordige puntentelling bij het voetbal, waarbij winst drie punten oplevert. Daarmee wordt een hogere waardering uitgesproken voor de ploeg die in twee wedstrijden wint en verliest (drie punten) dan voor de ploeg die twee maal gelijkspeelt (twee punten). Ook het hoger waarderen van uitdoelpunten geeft uiting aan een hang naar heroïek. In tennis en volleybal vermijdt men gelijkspel met een setsysteem.

## Sportbonden
Kampioenschappen bestaan op de meest uiteenlopende niveaus, beginnend bij familie- en vriendenclubs en de iets meer geregelde clubkampioenschappen. Bij individuele sporten is er gewoonlijk een interne competitie. Die levert een individu als kampioen op; bij sporten zoals bridge of roeien kan dat ook een team zijn. Een sportclub is tamelijk vrij in de manier waarop zij een clubkampioen aanwijst, maar voor een externe competitie zijn afspraken met andere clubs nodig. Dit resulteert dan gewoonlijk in de oprichting van een sportbond die van de clubs verantwoordelijkheden en middelen toebedeeld krijgt om toe te zien op een goed competitieverloop en eventueel om in te grijpen. De noodzaak om door de buitenwereld serieus genomen te worden, en de behoefte aan voldoende tegenstand houden de sportbonden in stand, maar de belangentegenstellingen zorgen ook regelmatig voor tweespalt. Zo zijn er in het boksen meerdere wereldkampioenschappen van concurrerende bonden, en rond de millenniumwisseling is dat ook in het schaken het geval geweest, toen wereldkampioen Kasparov met zijn GMA een eigen weg wilde gaan. Bij Formule 1 is in 2009 een conflict uitgebroken dat vooral om technische en financiële reglementering gaat.

## Soorten kampioenschappen
Kampioenschappen kunnen naar believen uitgeroepen worden en ze zijn er voor de meest uiteenlopende doelen. Enkele mogelijke indelingen:

### Regio
Er zijn allerlei gebieden af te bakenen waarvan men kampioen kan worden: buurt-, wijk- dorps- of stadskampioen, gewestelijk, regionaal of provinciaal kampioen, landskampioen. Allerlei supranationale kampioenschappen, met name voor elk continent, zoals Europees kampioenschappen of zelfs voor meerdere continenten, zoals het continentale kampioenschap voor Noord-Amerika en Oceanië in het schaatsen.

### Speelsterkte
Binnen gegeven regio's kunnen competities op meerdere niveaus bestaan. In het Belgisch voetbal zijn er bijvoorbeeld vier nationale klassen, de Davis Cup in het tennis telt onder de wereldgroep drie regio's met elk vier groepen van aflopende speelsterkte. Het hockey heeft zowel bij de vrouwen als de mannen een Europees kampioenschap voor A- B- en C-landen. In het ijshockey zijn er zelfs wereldkampioenschappen op vier niveaus. Bij denksporten, waarbij de speelsterkte gemakkelijk meetbaar is, kan men zich voor veel toernooien alleen inschrijven vanaf of tot een bepaalde rating, bij schaken de FIDE-rating

### Amateurs en professionals
Bekend is het onderscheid tussen kampioenschappen voor amateurs en professionals, bijvoorbeeld in het golf waar de laatsten pro's genoemd worden. De gangbare betekenis, dat de een de sport beroepsmatig beoefent en de ander als hobby, is hier niet helder: sommige golfamateurs beoefenen hun sport fulltime, veel pro's hebben bijverdiensten nodig. Reglementen voor de amateurstatus zijn lastig te handhaven, leiden gemakkelijk tot gekrakeel en verdachtmakingen en ook tot zeer gedetailleerde regels. Zo beschrijft de NGF wat voor type instructie een amateur wel of niet mag geven, welke typen prijzen tot welke waarde geaccepteerd mogen worden; ook mag de amateur zijn naam niet op zijn auto vermelden.
De KNVB haalde zich in 1953 de afsplitsing van de NVBV op de hals met de weigering om profvoetbal toe te staan, met twee kampioenscompetities in 1954 tot gevolg. In november gingen de KNVB en de NVBV samen, waarna de competities stilgelegd werden en er toch één Nederlands kampioenschap kwam.

### Nationaliteit en andere groepslidmaatschappen
- Voor veel competities, en zeker voor landenteams is nationaliteit een belangrijk kenmerk. Ook wordt soms de eis gesteld dat een sporter een aantal jaren in het land moet wonen vooaleer hij mag deelnemen aan bepaalde wedstrijden.
- Lidmaatschap van een sportbond. Voor de meeste wedstrijden is lidmaatschap vereist, maar bij sommige juist verboden. Bij wedstrijden om nieuwelingen binnen te halen of de sport te populariseren zal men geen bondsleden accepteren, bijvoorbeeld bij dikkebandenraces bij het fietsen.
- Bedrijfskampioenschappen staan gewoonlijk open voor werknemers van een bedrijf, soms ook voor klanten en andere relaties. De Philips Sport Vereniging, voorloper van PSV, organiseerde allerlei toernooien en competities, en wereldwijd hebben veel legers hun eigen kampioenen. Veel van die competities zijn zwak, maar wie kampioen van het Sowjetleger werd, had een prestatie neergezet die te vergelijken is met het kampioenschap van een land.

### Persoonskenmerken
- In de meeste sporten zijn er aparte competities voor mannen en vrouwen. Uitzonderingen zijn de gemengde sport korfbal, sportvisserij en sporten met dieren, zoals paardensport, flyball en kynologische competities. Dit leidt zelden tot dispuut, maar een notoire uitzondering was de uitsluiting van de atlete Foekje Dillema die in 1950 na een dubieuze seksetest ten onrechte tot aan haar dood geschorst was. Andere voorbeelden waarbij ophef ontstond zijn Ewa Kłobukowska in 1967 en Caster Semenya in 2009.
- Vooral bij sporten die spierkracht of uithoudingsvermogen vergen zijn er veel leeftijdsklassen met eigen kampioenschappen. In het jeugdvoetbal[2] zijn er zes leeftijdsgroepen van A tot F, waarbij de F-jes onder de acht jaar zijn, met daaronder nog de mini-pupillen. Ook zijn er allerlei veteranencompetities. Daartegenover staat bijvoorbeeld motorracen dat geen leeftijdsklassen heeft, mede omdat kinderen niet mogen racen. Leeftijdsindeling leidt soms tot twijfel over mensen zonder papieren, zoals in het verleden bij Afrikaanse immigranten wel is voorgekomen.
- Lichaamsgewicht en andere meetbare grootheden. Bij vechtsporten zoals judo en boksen zijn gewichtsklassen gebruikelijk, maar ook het roeien kent, naast een uitgebreide leeftijdsindeling ook een indeling in licht en zwaar, met eisen per teamlid en voor het team als geheel. Andere klassen, bijvoorbeeld voor lengte of spanwijdte komen niet voor in de sport, hoewel die voor bijvoorbeeld zwemmen beide heel bepalend zijn voor de snelheid.
- Functiebeperkingen geven aanleiding tot uiteenlopende competities. Bij showdown moeten ziende deelnemers een blinddoek dragen, maar vaak zijn er kampioenschappen voor uiteenlopende typen en zwaarten van handicaps. Bij de Paralympische Spelen onderscheidt men zes typen lichamelijke handicaps; deze zijn – naar het oordeel van het IPC – anno 2009 voldoende meetbaar om een eerlijke competitie op te zetten, in tegenstelling tot intellectuele beperkingen. Deze hebben daarom geen eigen categorie bij de "Paralympics", maar zij hebben wel de Special Olympics die buiten het IPC om georganiseerd worden. In Nederland is er het gehandicaptenvoetbal waarin spelers met lichamelijke of geestelijke handicaps kunnen spelen.

### Open of gesloten
Bij gesloten toernooien nodigt de organisatie deelnemers uit, bij een open kampioenschap kan iedereen meedoen die aan bepaalde criteria voldoet, bijvoorbeeld het US Open in het poolbiljart. In Nederland hebben er in het schaken jarenlang een open en een gesloten kampioenschap naast elkaar bestaan, beide georganiseerd door de KNSB. Omdat de toppers zelden het open toernooi speelden, had dit min of meer de status van amateurkampioenschap.